# SSPH Primus
SSPH Primus — современная сингапурская 155-мм самоходно-артиллерийская установка (САУ) класса самоходных гаубиц.
САУ представляет собой модифицированное шасси американской САУ M109 и установленную на него вращающуюся башню с 155-мм гаубицей.
В 2004 году САУ была принята на вооружение Сухопутных войск Сингапура.

## История создания и производства
Primus была разработана в середине 1990-х годов прошлого века компанией «ST Kinetics» совместно с «DSTA». Сингапурские  военные заказали высокомобильную САУ с шириной не более 3 метров.
Состоящая на вооружение буксируемые гаубицы FH-88 и FH-2000 хотя и обладали хорошей огневой мощью, но не устраивали сингапурских военных своей мобильностью. Было принято решение создать САУ не уступающую по мобильности гусеничной БМП «Бионикс».
Программа создания САУ была начата в 1996 году. Первые испытания прототипа прошли в 2000 году. В 2004 году самоходная гаубица «Primus» была принята на вооружение сухопутной армии Сингапура. По состоянию на 2012 год построено 48 САУ.

## Описание конструкции
САУ имеет следующую компоновку: в передней левой части корпуса находится место водителя (отделение управления), моторно-трансмиссионное отделение — справа от водителя, башня (боевое отделение) — в корме. Экипаж состоит из 4 человек: механик-водитель, командир, наводчик и заряжающий.

### Огневая мощь
САУ оборудована навигационной системой NAVSTAR, обеспечивающей автоматизированное наведение орудия. СУО самоходки интегрирована в БИУС и может подключаться к батарейной СУО для координации совместных действий и получения боевой информации
Основным вооружением SSPH Primus является 155-мм гаубица с длиной ствола 39 калибров. САУ способна вести огонь по целям как с закрытых позиций, так и прямой наводкой.
Гаубица имеет максимальную скорострельность 6 выстрелов в минуту, а в режиме «шквал огня» — 3 выстрела в течение 20 секунд. Продолжительная стрельба ограничена 2 выстрелами в минуту в течение получаса.
САУ оснащена полуавтоматической системой заряжания. Возимый боекомплект составляет 22 выстрела.
Максимальная дальность стрельбы осколочно-фугасными снарядами составляет 19 км, активно-реактивными осколочно-фугасными снарядами — 30 км. Дальность стрельбы прямой наводкой — 1,5 км.

### Подвижность
SSPH Primus оснащается автоматической коробкой передач HMPT-500-3EC. В качестве двигателя использован дизель Detroit Diesel 6V 92TA мощностью 550 л.с.
Время перехода САУ в боевое положение составляет 60 секунд, а из боевого в походное — 40 секунд, что позволяет избежать ответного удара во время контрбатарейной стрельбы.

### Защищённость
Алюминиевое шасси и стальная башня обеспечивают защиту от огня 7,62-мм пулемёта с дистанции 30 м и осколков 155-м снарядов на дистанции 50 м.

## Сравнение с аналогами
|                                            | 2С19М2 «Мста-С» | M109A7 | PzH 2000 | AMX AuF1T | AS90 «Braveheart» |
| ------------------------------------------ | --------------- | ------ | -------- | --------- | ----------------- |
| Внешний вид                                |                 |        |          |           |                   |
| Год принятия на вооружение                 | 2012            | 2016   | 1998     | 1988      | 1998              |
| Боевая масса, т                            | 43,24           | 36,2   | 55,0     | 43,0      | 45,0              |
| Экипаж                                     | 5               | 4      | 3+2      | 4         | 5                 |
| Калибр пушки, мм                           | 152             | 155    | 155      | 155       | 155               |
| Длина ствола, калибров                     | 47              | 39     | 52       | 39        | 52                |
| Боекомплект пушки, выстрелов               | 50              | 39     | 60       | 42        | 48                |
| Максимальная дальность стрельбы ОФС, км    | 24,7            | 22     | 30       | 23        | 30                |
| Максимальная дальность стрельбы АР ОФС, км | 29              | 30     | 40       | 28        | 40                |
| Максимальная скорострельность, выстр./мин  | 10              | 6      | 8-10     | 8         | 6                 |
| Мощность двигателя, л. с.                  | 780             | 675    | 986      | 720       | 660               |
| Максимальная скорость, км/ч                | 60              | 61     | 60       | 60        | 53                |
| Запас хода по шоссе, км                    | 600             | 300    | 420      | 450       | 420               |

|                                            | Пальмария | K9 Thunder | SSPH Primus | PLZ-45 | PLZ-05 | Тип 99 |
| ------------------------------------------ | --------- | ---------- | ----------- | ------ | ------ | ------ |
| Внешний вид                                |           |            |             |        |        |        |
| Год принятия на вооружение                 | 1982      | 1998       | 2002        | 1997   | 2007   | 1999   |
| Боевая масса, т                            | 46,0      | 47,0       | 28,3        | 33,0   | 35,0   | 40,0   |
| Экипаж                                     | 5         | 5          | 4           | 5      | 5      | 4      |
| Калибр пушки, мм                           | 155       | 155        | 155         | 155    | 155    | 155    |
| Длина ствола, калибров                     | 41        | 52         | 39          | 45     | 52     | 52     |
| Боекомплект пушки, выстрелов               | 30        | 48         | 26          | 30     | 30     | 30     |
| Максимальная дальность стрельбы ОФС, км    | 24,7      | 30         | 19          | 24     | 39     | 30     |
| Максимальная дальность стрельбы АР ОФС, км | 30        | 40         | 30          | 39     | 52     | 38     |
| Максимальная скорострельность, выстр./мин  | 4         | 6-8        | 6           | 4-5    | 8      | 6      |
| Мощность двигателя, л. с.                  | 750       | 1000       | 550         | 520    | 520    | 600    |
| Максимальная скорость, км/ч                | 60        | 67         | 50          | 55     | 55     | 60     |
| Запас хода по шоссе, км                    | 500       | 480        | 350         | 550    | 550    | 300    |

Сноски
1. ↑  дальность стрельбы снарядом XM982 составляет до 40 км
2. ↑  дальность стрельбы снарядом V-LAP составляет до 56 км

### Достоинства
Высокая мобильность: небольшие габариты и масса способствуют высокой тактической и стратегической подвижности, САУ авиатранспортабельна самолётом Airbus A400M
 Возможность стрельбы в режиме «шквал огня»
 Современная система управления огнём

### Недостатки
Низкая защищённость: броня защищает лишь от пуль 7,62-мм пулемёта на дистанции до 30 м и осколков снарядов до 50 м

## На вооружении
Сингапур — 48 SSPH Primus на вооружении 21-го артиллерийского батальона, по состоянию на 2012 год